# Xurreria Rosaleda
Xurreria Rosaleda va ser fundada com a xurreria ambulant el 1948, per Francesc Bonnín i Dolors Fàbrega, i obriren l’establiment a la costa de la Pols, núm. 12, Palma, Mallorca, el 1966 a la planta baixa d’un edifici d’habitatges plurifamiliars de dues alçades, construït el 1886. En un principi venien només xurros, bunyols, quartos i ensaïmades, però més endavant ampliaren el local i el reconvertiren en xocalateria.
És una de les xocolateries, juntament amb Can Joan de s’Aigo, més conegudes del centre de Palma. Quan era ambulant era de fusta i anava pels pobles de Mallorca i, a l’hivern, quedava a plaça del Mercat, devora del Alaska, i en la Fira del Ram, a la Rambla. També, anaven a les festes de Ciutadella. En un principi venien només xurros, bunyols i productes típics mallorquins, però més endavant ampliaren el local i el reconvertiren en xocolateria.

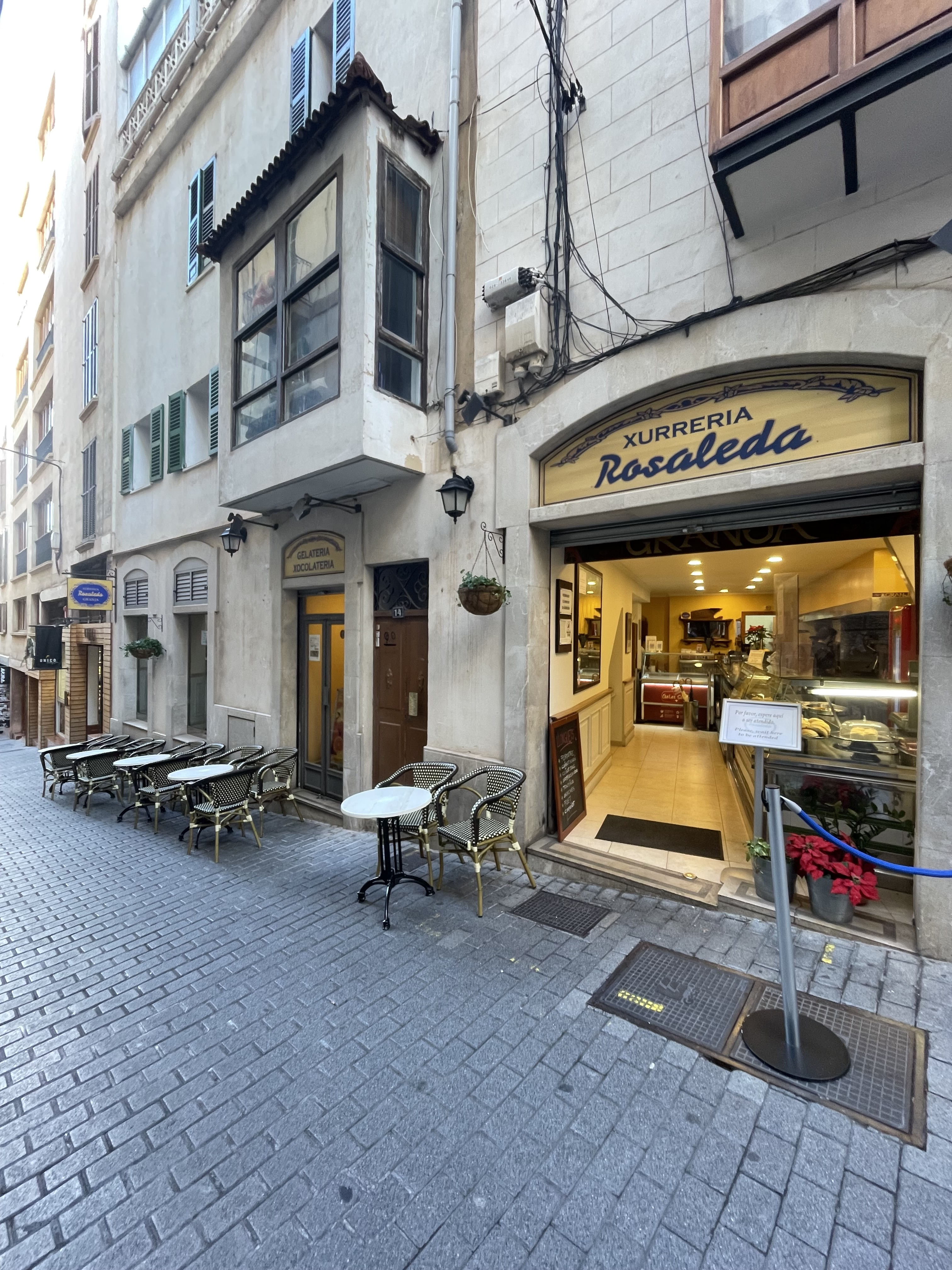
Façana de la Xurreria Rosaleda (Palma)

Durant la Guerra Civil, la família es va mudar a Barcelona, i li varen posar el nom de Xurreria Imperial. Devers la dècada dels setanta, hi començà a fer feina María Bonnín i el seu marit, Lucas Gelabert, que procedia del sector turístic i decidí introduir diferents tipus de xocolata, cafès, gelats… El 1989, Antonia Gelabert i el seu espòs, Joan Ferrer, quarta generació, començaren a fer feina amb els seus pares i més endavant se’n feren càrrec. El 2002 ampliaren la xurreria.
Tots els productes que ofereixen són artesanals, d’elaboració pròpia i de seleccionats d’altres establiments. I el tracte als clients és familiar. Fins al anys 70 només venia xurros, però hi havia un petit bar on despatxaven hamburgueses.
El 24 de juliol de 2024 (resolució núm. 7460, Ajuntament de Palma) el manté com a Comerç Emblemàtic (categoria 1A) en l'aprovació del Catàleg d'establiments emblemàtics de 2024, en què és donat d’alta el 2018.